# Musée de la CIA
Le musée de la CIA, créé en 1990 est un musée de la Central Intelligence Agency situé dans le George Bush Center for Intelligence.

## Le musée
En raison de sa localisation, il a la particularité d'être interdit au public. Il occupe trois longs couloirs dans deux bâtiments. La CIA a elle-même qualifié son musée comme « le meilleur musée que la plupart des gens ne verront jamais ».

## Les collections
Une large partie des collections est dédiée à des objets liés à l'espionnage et à la collecte d'informations et de renseignements, notamment datant de la Seconde Guerre mondiale et de la Guerre froide . Des objets emblématiques de l'espionnage comme la machine Enigma, des appareils de chiffrement et des appareils photo dissimulés dans des objets du quotidien sont exposés.
Une partie de la collection est dédiée à la traque d'Oussama ben Laden comprenant notamment un fusil lui ayant appartenu (de marque Kalachnikov), un modèle réduit de la maison au Pakistan où il a habité (ayant servi pour préparer le raid visant à le capturer) ainsi qu'une brique de cette maison et un manuel qu'il a rédigé pour l'organisation terroriste Al-Qaïda.
On peut également y trouver des archives sur des projets secrets déclassifiés, comme le satellite Corona, des maquettes de l'avion A-12 Oxcart ou encore du projet Azorian.